# Prokrastinering
Prokrastinering er et udtryk inden for psykologi som indebærer udskydelse eller undvigelse af en handling som skal afsluttes. Dette indebærer at fokus forflyttes til andre handlinger som fører til, at personen ikke får udført sit oprindelige arbejde.
Prokrastinering kan føre til stress, dårlig samvittighed og mindsket produktivitet. Det er normalt for de fleste mennesker at prokrastinere til en vis grad, men det kan blive et problem når det går ud over sociale og daglige funktioner. Kronisk prokrastinering kan være et tegn på at en psykisk eller fysisk sygdom ligger bag. Eksempel på sådanne psykiske sygdomme kan være fobier, depression og angst. Hyperaktivitet (ADHD) kan også lede til prokrastinering.
Prokrastineringskompensering er et fænomen, som oftest opleves ved sengetid. Mekanismen går ud på, at selvom man burde sove og måske også er træt, så sker der noget når man lægger sig i sengen; man kan ikke sove. Der breder sig en følelse af rastløshed og uro i kroppen. Det kan ses som hjernens kompensering for manglende stimuli gennem dagligdagen. 
En af de hyppigste overspringshandlinger er at tjekke sociale medier. Det er et relativt nyt fænomen, der muligvis kan ses som en af konsekvenserne af samfundets digitalisering. 
Nogle af følgevirkningerne kan være søvnmangel og derved nedsat kognitiv kapacitet den følgende dag. Det kan i nogle tilfælde skabe en selvforstærkende effekt.